# 鬣羚
鬣羚，有时误写作髭羚，古稱羚（异体字有麢、䴫、𦏰、𦏪等；鬣羚是最先被描述的羚羊）、石羊、山驢，是哺乳動物中的一個瀕滅絕的物種。牠是草食性動物。鬣羚在黎明和在黃昏最活躍。
鬣羚是國家二級保護動物。鬣羚性格膽小，平時隱居懸崖峭壁，下山喝水、找食物都會仔細偵察，極難發現其行蹤。